# Бриджмен (остров)
Бриджмен (Камень Елены; англ. Bridgeman Island) — необитаемый остров диаметром 0,9 x 0,6 км, который находится в 37 километрах к востоку от острова Ватерлоо и входит в группу Южных Шетландских островов.

## Геология
Остров представляет собой стратовулкан высотой 240 метров над уровнем моря, большая часть которого находится под водой. Берега острова обрывистые и неудобны для высадки. Берега покрыты пирокластическими потоками. В середине XIX века сообщалось о вулканической деятельности на острове, но впоследствии эти сообщения не подтвердились, так как вулканическая активность была зафиксирована на острове Пингвин.

## История
Название острову дал Эдвард Брансфилд, который его открыл 20 января 1820 года в честь капитана британского флота Чарльза Бриджмена.